# Ischnusia culiculina
Ischnusia culiculina is een vlinder uit de familie bloeddrupjes (Zygaenidae). De wetenschappelijke naam van deze soort is voor het eerst geldig gepubliceerd in 1878 door Mabille.
De soort komt voor in tropisch Afrika.